# Die Wombles

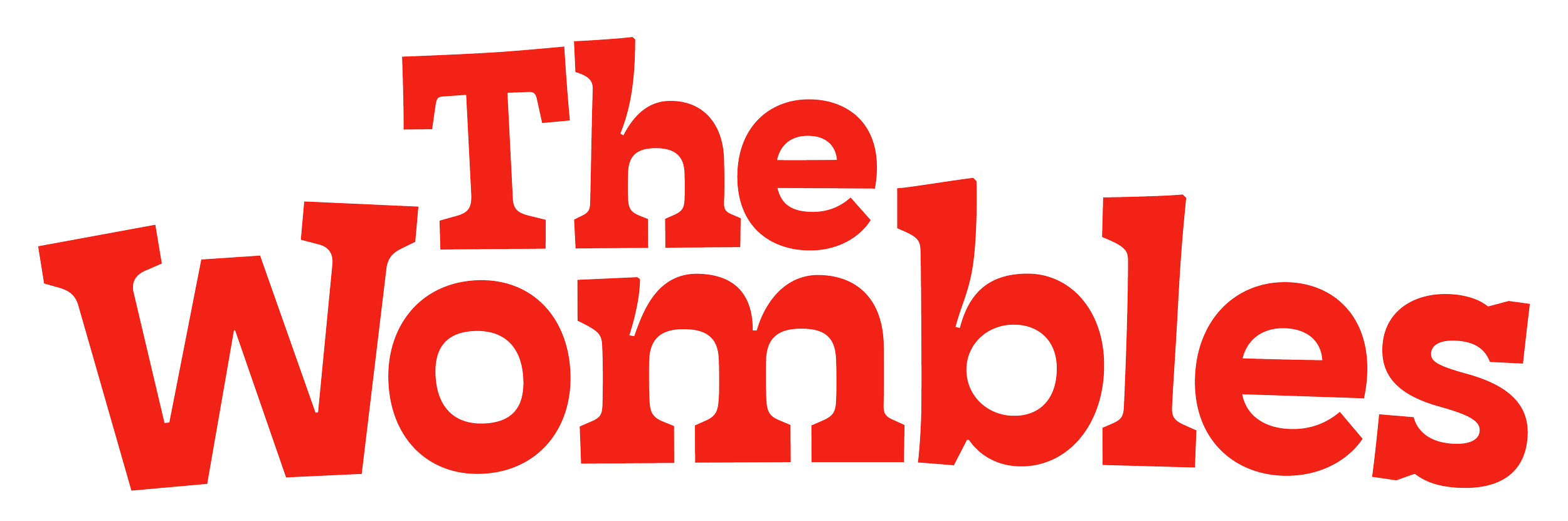

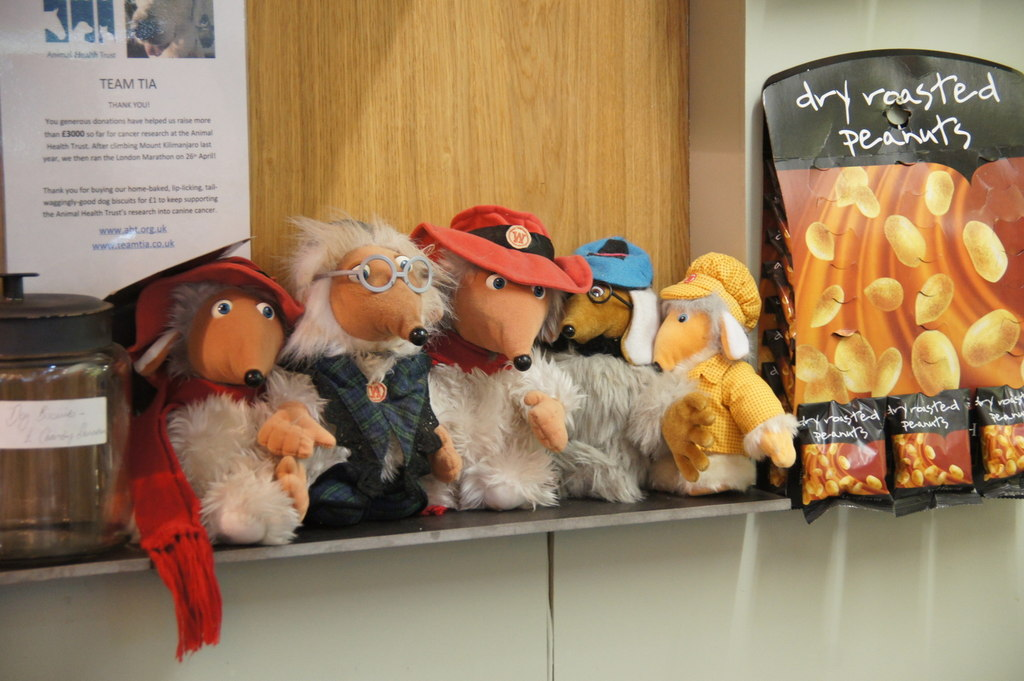

Die Wombles sind literarische Charaktere der britischen Autorin Elisabeth Beresford in einer Reihe von gleichnamigen Kinderbüchern (The Wombles), die ab 1968 in Großbritannien erschienen. 

## Kinderbücher
Bei den Wombles handelt es sich um spitznasige, pelzige und Teddybär-ähnliche Höhlenbewohner im Londoner Stadtteil Wimbledon. In den ursprünglichen Kindererzählungen setzen sie sich durch Einfallsreichtum und Erfindungsgeist für die Reinhaltung der Umwelt ein und sollen auf diese Weise ökologisches Bewusstsein fördern. Der Name „Womble“ geht angeblich auf einen Versprecher eines der Kinder der Autorin zurück, das „Wimbledon“ fälschlicherweise „Wombledon“ ausgesprochen haben soll.
Insgesamt entstanden fünf Kinderbücher in englischer Sprache: The Wombles (1968), The Wandering Wombles (1970), The Wombles at Work (1973), The Wombles to the Rescue (1974) und The Wombles Go Round the World (1976). Die zentralen Womble-Charaktere sind dabei: Großonkel Bulgarien (Great Uncle Bulgaria), Trinidad (Tobermory), Orinoco, Bungo, Wellington, Madame Cholet, Kiew (Tomsk), Alderney, Miss Adelaide und Stepney.

## TV-Serie und Spielfilm
Zwischen 1973 und 1975 entstand durch die britische Produktionsfirma FilmFair eine Fernsehadaption der Wombles für die BBC. Die etwa 60 fünfminütigen Puppentrickfilme wurden mittels der Stop-Motion-Technik hergestellt. Im englischsprachigen Original verlieh Bernard Cribbins allen Wombles seine Stimme, in der deutschen Fassung Dieter Hallervorden. Für die deutsche Erstausstrahlung 1977 im ZDF-Vorabendprogramm wurde eine alternative Synchronfassung mit verteilten Sprecherrollen hergestellt, in der unter anderem Arnold Marquis Onkel Bulgaria sprach, und bei der im Vorspann die deutsche Fassung des Titelliedes gesungen wurde. Der Text lautete:
Umwelt fängt an vor der eigenen Tür,

Wombles sind Wesen, die tun was dafür!

Leise und freundlich und sauber sind sie,

jeder muß wombeln, denn sonst klappt das nie!
Die von Mike Batt geschriebene Originalfassung des Titelliedes, der Wombling Song, konnte sich 1974 – neben drei weiteren Auskoppelungen – als Single in den englischen Charts platzieren. Anschließend konzipierte Batt vier Alben (Wombling Songs, Remember you’re a Womble, Keep on Wombling und Superwomble). Ferner wurde 1977 mit Wombling free ein Live-Action-Spielfilm mit Schauspielern in Kostümen als Wombles produziert. Batt lieferte für diesen Kinderfilm ebenfalls den Soundtrack. 1998 gab es eine Neuauflage der Wombles als Puppentrickserie, die von der kanadischen Firma Cinar Films produziert wurde. Dezember 2007 ist eine DVD mit den ersten 15 Folgen und neuer Synchronisation auf dem deutschen Markt erschienen.

## Diskografie

### Alben
| Jahr | Titel                         | Höchstplatzierung, Gesamtwochen, AuszeichnungChartsChartplatzierungen (Jahr, Titel, Platzierungen, Wochen, Auszeichnungen, Anmerkungen) | Anmerkungen |
| Jahr | Titel                         | UK | Anmerkungen |
| ---- | ----------------------------- | --- | ----------- |
| 1974 | Wombling Songs                | UK19 Gold · (17 Wo.)UK |             |
| 1974 | Remember You’re a Womble      | UK18 Gold · (29 Wo.)UK |             |
| 1974 | Keep on Wombling              | UK17 Gold · (6 Wo.)UK |             |
| 1975 | Superwombling                 | UK— SilberUK |             |
| 1977 | 20 Wombling Greats            | UK29 (1 Wo.)UK |             |
| 1998 | The Best Wombles Album So Far | UK26 (4 Wo.)UK |             |

### Singles
| Jahr | Titel Album                                  | Höchstplatzierung, Gesamtwochen, AuszeichnungChartplatzierungen (Jahr, Titel, Album, Platzierungen, Wochen, Auszeichnungen, Anmerkungen) | Höchstplatzierung, Gesamtwochen, AuszeichnungChartplatzierungen (Jahr, Titel, Album, Platzierungen, Wochen, Auszeichnungen, Anmerkungen) | Anmerkungen                    |
| Jahr | Titel Album                                  | DE | UK | Anmerkungen                    |
| ---- | -------------------------------------------- | --- | --- | ------------------------------ |
| 1974 | Wombling Song Wombling Songs                 | — | UK4 (26 Wo.)UK | 1998 in UK erneut auf Platz 27 |
| 1974 | Remember You’re a Womble                     | DE22 (7 Wo.)DE | UK3 (21 Wo.)UK | 1998 in UK erneut auf Platz 13 |
| 1974 | Banana Rock Remember You’re a Womble         | DE45 (1 Wo.)DE | UK9 (13 Wo.)UK |                                |
| 1974 | Minuetto Allegretto Remember You’re a Womble | — | UK16 (9 Wo.)UK |                                |
| 1974 | Wombling Merry Christmas Keep On Wombling    | — | UK2 Silber · (8 Wo.)UK |                                |
| 1975 | Wombling White Tie and Tails Superwombling   | — | UK22 (7 Wo.)UK |                                |
| 1975 | Super Womble Superwombling                   | — | UK20 (6 Wo.)UK |                                |
| 1975 | Let’s Womble to the Party Tonight –          | — | UK34 (5 Wo.)UK |                                |
| 2000 | I Wish It Could Be A Wombling Christmas –    | — | UK22 (3 Wo.)UK |                                |

## Sonstiges
Die Wombles traten europaweit im Rahmen des von der BBC produzierten Eurovision Song Contest 1974 als Interval Act während der Abstimmung auf, in dem sie – untermalt von einem Mix ihrer Lieder The Wombling Song und Remember you’re a Womble – in einem Einspielfilm Stadtbilder aus dem Austragungsort Brighton präsentierten.
Das Maskottchen des Fußballclubs AFC Wimbledon ist ein Womble namens Haydon. Der Name wurde nach einem Namensgebungswettbewerb von Elisabeth Beresford persönlich ausgesucht und bezieht sich auf den Bahnhof Haydons Road, der dem alten Stadion des FC Wimbledon, der Plough Lane, am nächsten lag.